# Nouveau cycle européen de conduite
Le nouveau cycle européen de conduite (New European Driving Cycle ou NEDC en anglais), aussi appelé le Motor Vehicle Emissions Group (MVEG), est un cycle de conduite automobile conçu pour imiter de façon reproductible les conditions rencontrées sur les routes européennes. Il est en vigueur dans la Communauté économique européenne de juillet 1973 à 2018.
Le NEDC est principalement utilisé pour la mesure de la consommation et des émissions polluantes des véhicules au moyen de la procédure décrite par la directive européenne no 70/220/CEE. Il est également utilisé en Chine dans les standards China 1 à China 5.
Le principe de ce cycle est un « scénario » constitué d'accélérations, de décélérations et de paliers à vitesse constante sur une durée de 20 minutes. La vitesse à tout moment du test doit être maintenue dans un certain écart de tolérance autour de la consigne.
Il s'appuie sur un cycle plus ancien, le ECE-15, à dominante urbaine, qui est répété quatre fois et auquel s'ajoute un cycle extra-urbain (Extra-Urban Driving Cycle, EUDC).
Son remplacement par la procédure WLTP a lieu en septembre 2017 et 2018.

## Graphique
L'ancien cycle européen ECE-15 est visible dans les 800 premières secondes, où il est répété quatre fois, afin de fournir la partie urbaine du test. Le reste du test est l'EUDC pour représenter les conditions extra-urbaines. L'ensemble de l'essai représente un déplacement d'environ 11 km.

## Mise en œuvre
Le cycle doit être effectué sur un véhicule froid à une température comprise entre 20 et 30 °C. Les cycles peuvent être effectués sur route, en l'absence de vent. Cependant, pour augmenter la reproductibilité, ils sont en général passés sur des bancs à rouleaux équipés d'une machine électrique permettant de simuler la résistance qui serait rencontrée du fait de la trainée aérodynamique, de la résistance au roulement et de la masse du véhicule. Pour chaque configuration de véhicule, une courbe appelée « loi de route » est appliquée : à chaque vitesse correspond une certaine valeur de résistance (couple inverse appliqué aux roues motrices).
Ce mécanisme permet également de tester avec un même véhicule physique toutes ses variantes de carrosseries (berline, break, coupé, monospace…), par simple changement de la loi de route et introduction du Cx de chaque type de véhicule. Un système de soufflerie couplé au banc permet de fournir aux entrées d'air du moteur un débit représentatif de la vitesse pratiquée.
Ce mécanisme permet d'effectuer un grand nombre d'essais au cours des phases de développement des véhicules et de leurs moteurs.

## Résultats mesurés et publiés
Les chiffres généralement publiés à destination du grand public sont :
- La consommation urbaine (prise sur les 800 premières secondes)
- La consommation extra-urbaine (800 à 1 200 s)
- La consommation mixte (ensemble du cycle)
- La production de CO2 (sur l'ensemble du cycle)

Les autres paramètres susceptibles d'être mesurés sont : Monoxyde de carbone, hydrocarbures non brûlés, NOx et particules en suspension.
Ces derniers paramètres sont mesurés car soumis à des limites par les normes d'émissions, telles que les normes « Euro ».

## Limites

### Manque de réalisme
Le cycle ne comporte que de faibles accélérations difficilement compatibles avec une conduite sur route. Par exemple : en cycle urbain le véhicule passe de 0 à 50 km/h en 26 secondes, soit en 180 mètres. De plus la vitesse maximale de 120 km/h n'est tenue que pendant 10 secondes sur l'ensemble du test ; la vitesse moyenne est de 33 km/h. La température de test entre 20 et 30 °C est plus chaude que la température moyenne annuelle en métropole.

### Optimisation des véhicules au cycle (cycle beating)
Tous les chiffres publiés par les constructeurs sont issus de mesures faites selon le cycle correspondant au marché commercial concerné (NEDC pour l'Europe). Par conséquent, tous les paramètres du véhicule (réglages du moteur et aérodynamisme) sont optimisés pour offrir les meilleurs résultats lors de ce cycle. L'importance de ces chiffres d'un point de vue commercial est telle que des constructeurs ont commencé à intégrer des mécanismes permettant au véhicule de « détecter » le cycle et d'adapter lui-même sa consommation (au prix d'une réduction de puissance disponible). Les laboratoires effectuant les tests se font concurrence auprès des constructeurs d'après leur capacité à optimiser les résultats de leurs tests en faveur d'une consommation la plus faible possible, :
- la climatisation ainsi que l'ordinateur de bord sont coupés ;
- la batterie est totalement rechargée au début du cycle pour solliciter le moins possible l'alternateur ;
- les pneus sont gonflés dans le haut de la fourchette de préconisation ;
- les tests sont réalisés par des conducteurs spécialement entraînés ou par des robots ;
- les instruments sont légèrement ajustés pour donner de meilleurs résultats ;
- les résultats sont adaptés dans la limite des tolérances (4 % pour le CO2) ;

Pour ces raisons, les chiffres sont impossibles à atteindre en conditions réelles.
Par suite, plus une voiture est puissante, plus l'écart risque d'être important entre le chiffre publié et le chiffre observé par le client, car l'opérateur utilise une plus faible portion de la plage de puissance disponible, alors que le client a accès à toute cette plage.
Une étude des consommations réelles de 500 véhicules a révélé que la consommation réelle moyenne des moteurs de cylindrée jusqu'à un litre est supérieure à celle des moteurs de cylindrée comprise entre un et trois litres.
Certaines voitures, notamment les hybrides, profitent des décélérations (freinages) lors de ce cycle pour recharger leur batterie, alors qu'un conducteur économe qui ne freinerait pas (en levant le pied plus tôt) consommerait moins. Par ailleurs, ces mêmes voitures transportent jusqu'à 200 kg de batterie et différents matériels électro-techniques qui, sur autoroute, augmentent la consommation[réf. souhaitée].
En septembre 2015, la société Volkswagen reconnaît avoir modifié les ECU de certains véhicules pour détecter les cycles de tests américains afin de passer les tests relatifs au Clean Air Act sans pour autant les respecter en conditions routière réelles.

## Normes similaires et évolution de la norme européenne
Dans d'autres parties du monde, d'autres cycles sont utilisés :
- Japon : 10-15 Mode.
- États-Unis : normes EPA, FTP-72 FTP-75 SFTP-US06 SFTP-SC03.

Pour cette raison, les chiffres publiés de pollution/consommation pourront différer d'un pays à l'autre pour un véhicule identique (dans la pratique, le véhicule sera en fait rarement identique entre ces marchés, du fait de limites normatives différentes).
Le Common Artemis Driving Cycle (CADC) est un cycle développé par un programme de recherche de l'Union européenne et conçu pour être le plus proche possible des conditions réelles. Il est proposé en remplacement du NEDC.
Il est aussi prévu que la directive 70/220/CEE (définissant le cycle NEDC) soit remplacée à compter de janvier 2013 par le règlement CE no 715/2007 du Parlement européen (instituant les normes Euro 5 et Euro 6 et adopté en 2007).
Le cycle NEDC a été remplacé en septembre 2017 et 2018 par le test WLTP, conçu pour être le plus proche possible des conditions d'utilisation réelles.